# Szent Quirinus

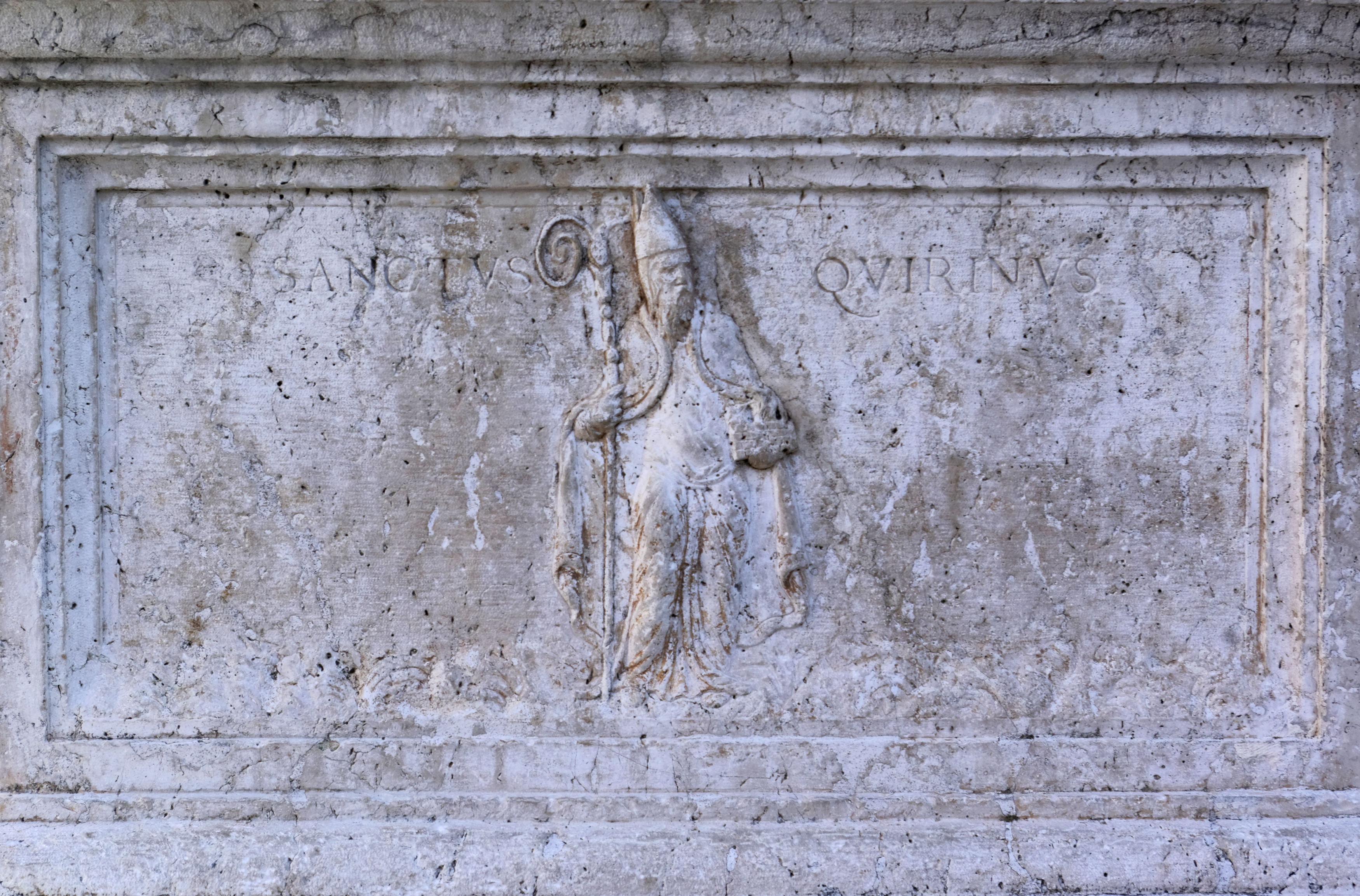
A szent ábrázolása Krk város Fő terén álló kút oldalán

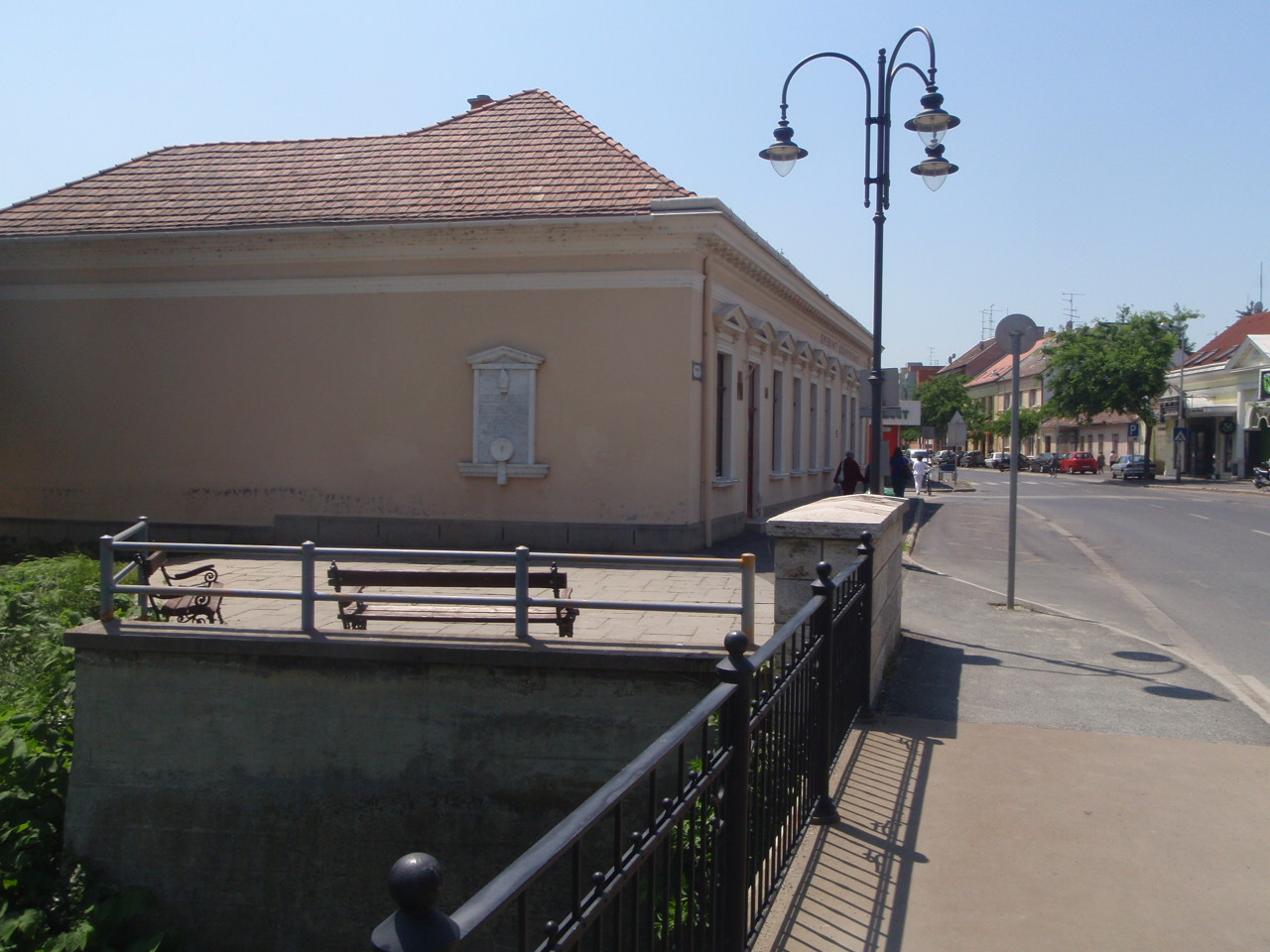
Szombathely, a Perint parti emlékhely, ahol a holttestét megtalálták – ma

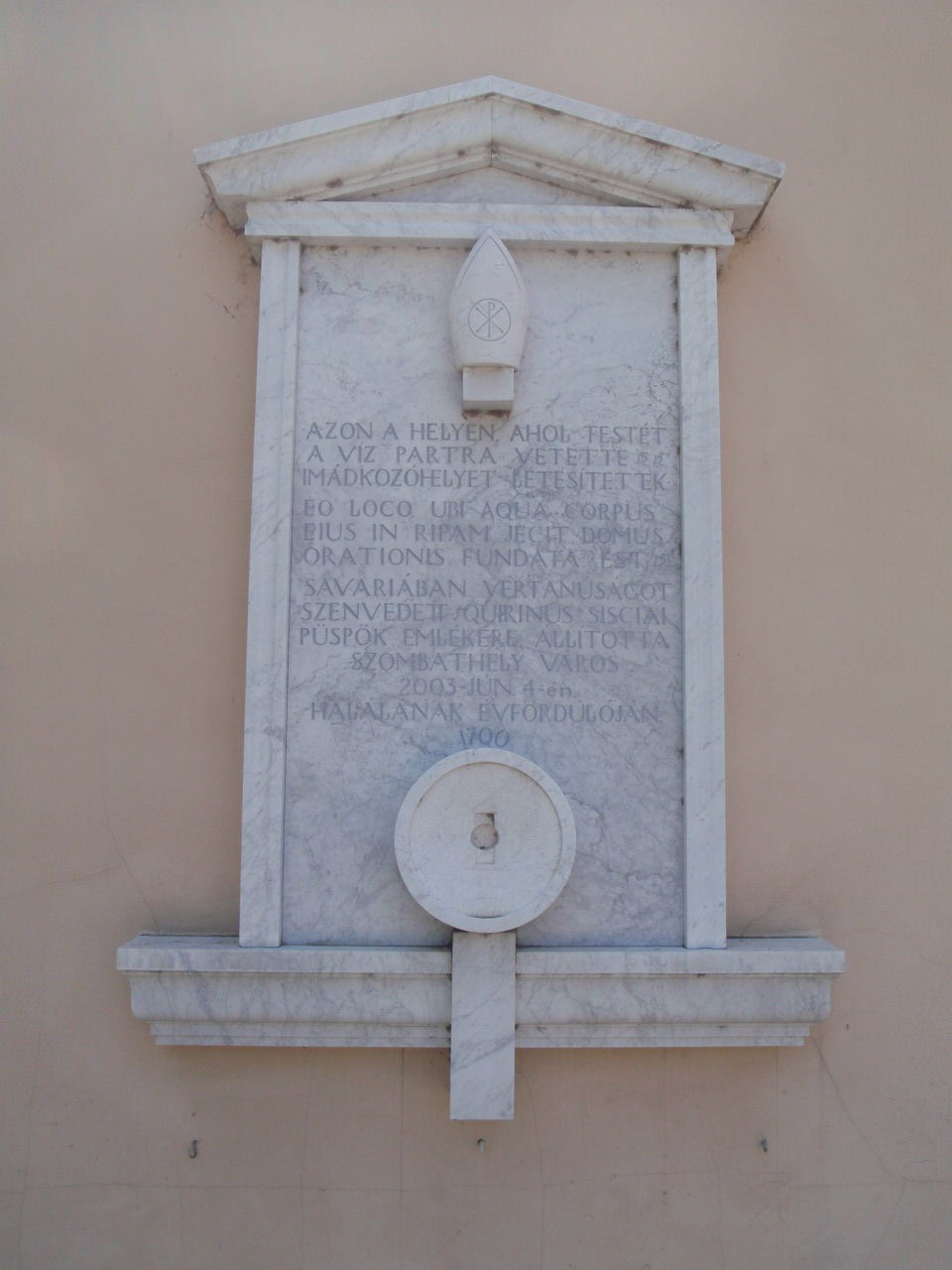
Szombathely Óperint utca - emléktábla halálának 1700. évfordulójára

Szent Quirinus (? – Savaria, 303. június 4.) a római katolikus egyház vértanúja, a pannoniai ókeresztény szentek egyike.

## Élete
Quirinus (Quirin, Kvirinus, Kvirin, Kerény) a 3–4. század fordulóján a Római Birodalom Siscia városának (a mai horvátországi Sziszek) keresztény püspöke volt. A Diocletianus császár idején zajlott keresztényüldözések idején, kb. 303-ban (más források szerint 309-ben) Siscia városában elfogták és börtönbe vetették. A börtönben megtérítette őrét, Marcellust. Másnap a római hatóságok elé állították és felajánlották neki, hogy ha áldoz a római isteneknek – azaz megtagadja keresztény hitét –, nemcsak hogy meghagyják életét, hanem Jupiter papja is lehet. Ha viszont nemet mond, kínzás és halálbüntetés vár rá.
Quirinus nemet mondott, ezért Pannonia Prima tartomány székhelyére, Savariába hurcolták. A város színházában zajlott le kihallgatása, amely során Quirinus ismét állhatatos maradt és kitartott hite mellett. Ezért a tartomány elöljárója, Amantius praeses (helytartó) minden keresztény számára intő példaként halálra ítélte. Megkötözték, nyakába malomkövet kötöttek és a Sibaris (máshol Savarias, ma a Perint vagy más forrás szerint a 
Gyöngyös) patakba dobták.
Földi maradványait a várostól keletre fekvő temetőben, majd – amikor a kereszténység római államvallássá lett – a scarbantiai kapu melletti ókeresztény templomban, a Szent Quirinus bazilikában helyezték el. 406-ban a város lakói a szent ereklyéit a barbár támadások elől Rómába menekítették, 1140-ben pedig egy római templomban helyezték el. Az ereklyéket a Szombathelyi Egyházmegye 1777-ben történt megalapítása után, 1779-ben – Mária Terézia közbenjárására – Szombathelyre hozták és a püspöki palotában őrizték.
Az 1930-as években, a szalézi szerzetesrend új templomának építésekor a templom a szent nevét vette fel, és az ereklyék is itt kerültek végleges elhelyezésre. Ma Sziszek város védőszentje, ünnepnapja június 4.

## Emléke
- Mártíromsága emlékére, halálának 1700. évfordulóján, 2003. június 4-én márványtáblát avattak Szombathelyen az Óperint utca 1. számú ház falán. A ház a Perint patak hídja mellett fekszik, nem messze attól a helytől, ahol a püspököt kivégezték.
- Nevét viseli Szombathelyen a szalézi rend által működtetett plébániatemplom: Szent Quirin (Kvirin) templom
- A tiszteletére szentelt egykori templomról nevezték el a horvátországi Kirin települést.

## Sisciai Szent Quirinus tiszteletére szentelt templomok
- Szombathely
- Halsteren - Hollandia
- Sziszek - Horvátország
- San Quirino - Olaszország
- Paljevo - Szlovénia
- Kirin - Horvátország (elpusztult)